# Arima Shinshichi

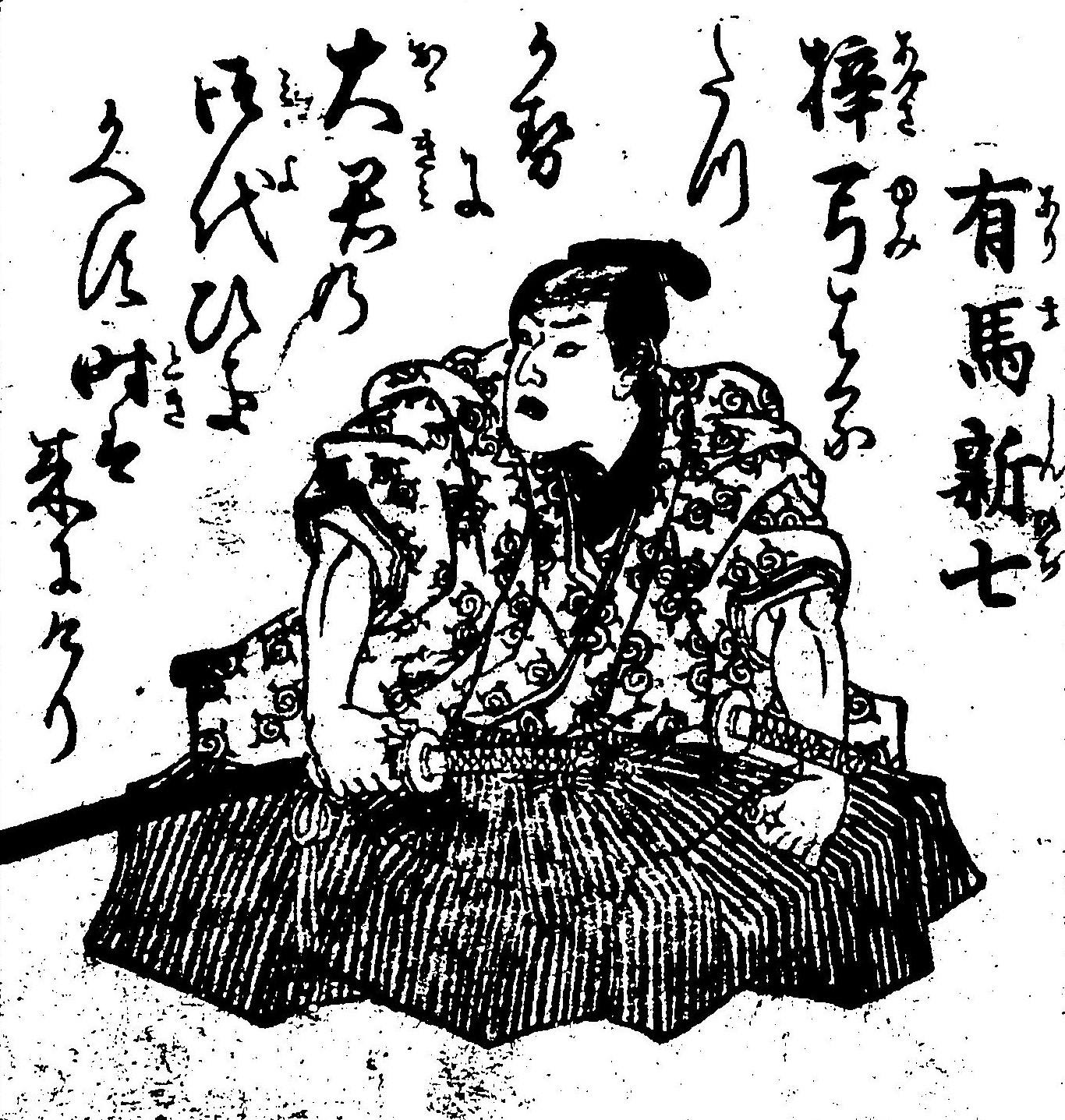
Arima Shinshichi, Abbildung aus Kinsei hōkoku hyakunin isshu (近世報国百人一首, etwa „Hundert bedeutende Köpfe der Neuzeit“)

Arima Shinshichi (japanisch 有馬 新七; geboren 13. Dezember 1825 in der Provinz Satsuma, heute Präfektur Kagoshima; gestorben 21. Mai 1862 im heutigen Fushimi-ku, Kyōto) war ein japanischer Samurai der Satsuma-Domäne am Ende der Edo-Zeit und ein Gegner des Bakufu.

## Leben und Wirken
Arima Shinshichi war Sohn von Sakaki Masao (坂木 正直), einem Samurai aus Ijūin (伊集院郷) in der Provinz Satsuma. Im Jahr 1843 ging Shinshichi zum Studieren nach Edo, trat in die Schule von Yamaguchi Shigeaki (山口 重昭) ein, bildete sich in der von Yamazaki Ansai (1619–1682) begründeten Schule weiter und kehrte dann in seine Heimat zurück. 1857 erhielt er den Auftrag, als Mitarbeiter an der Ausbildungsstätte für feudale Gefolgsleute in Edo zu arbeiten. Im folgenden Jahr zog er nach Kyōto und arbeitete mit Patrioten aus den Han Mito, Chōshū und Echizen zusammen, um einen Umsturzplan gegen das Shōgunat unter Ii Naosuke (1815–1860) voranzutreiben, kehrte jedoch frustriert in seine Heimat zurück.
Im folgenden Jahr, 1857, planten Arima und seine Kameraden, aus Ijūin abzuwandern und eine Armee aufzustellen. Doch dieser Plan wurde auf Anraten des Daimyō, Shimazu Tadayoshi (島津 忠義; 1840–1897), verworfen. Im November desselben Jahres schloss Arima sich der Seichū-gumi (誠忠組) an, einer Gruppe, die man als Sonnō-jōi-Fraktion von Satsuma bezeichnen könnte, die aber noch extremer war. Nachdem er von den Patrioten Hirano Kuniomi (1828–1864) und Maki Yasuomi (真木 保臣; 1813–1864) aufgesucht worden war, fasste er erneut den Plan, in Kyōto eine Armee aufzustellen. Im März 1862 begleitete er Shimazu Hisamitsu (1817–1887) auf dessen Militärexpedition nach Kyōto. Nach seiner Abreise schrieb er eine Autobiographie für seinen ältesten Sohn Kantarō (有馬 幹太郎) und trennte sich von seiner Frau.
Unmittelbar nach seiner Ankunft in Ōsaka plante Arima, zusammen mit dem Kanpaku und Kyōto Shoshidai (京都所司代) und mit Patrioten aus verschiedenen Orten das Bakufu anzugreifen. Dazu gehörten auch Maki Yasuomi, Tanaka Kawachinosuke (田中 河内介; 1815–1862), Ogō Kazutoshi (小河 一敏; 1813–1886) und Kusaka Genzui (1840–1864). Am 21. Mai verließ er Ōsaka und zog nach Fushimi südlich von Kyōto in ein Ryokan namens Teradaya (寺田屋). In der Nacht desselben Tages sandte Shimazu Hisamitsu einen Boten, um den Stopp des Angriffs zu befehlen. Aufgrund seiner Überzeugung, dass die Loyalität gegenüber dem kaiserlichen Hof Vorrang vor der Loyalität gegenüber dem Han habe, blieb Arima jedoch bei seinem Plan. Es kam zu einem Kampf, bei dem unter anderem er selbst getötet wurde. Das Ereignis ist als Teradaya-Vorfall in die Geschichte eingegangen.